# Соломон, Эван
Эван Соломон (англ. Evan Solomon; род. 20 апреля 1968, Торонто) — канадский политик, член Либеральной партии, министр по делам искусственного интеллекта и цифровых инноваций (с 2025).

## Биография
Окончил университет Макгилла в Монреале (степень бакалавра искусств в 1990 году, магистра искусств — в 1992 году). В 1992 году начал журналистскую карьеру, став соучредителем журнала Shift. Через некоторое время отправился в Юго-Восточную Азию, устроился в судоходную компанию в Гонконге и одновременно подрабатывал журналистом на фрилансе в газете South China Morning Post.
В 1994—2015 годах работал ведущим телепрограмм на канале CBC News, включая политическое шоу Power & Politics, уволен после обвинений в конфликте интересов, поскольку оказывал услуги посредника при покупке предметов искусства людям, с которыми контактировал в качестве журналиста.
В августе 2015 года холдинг Sirius XM Canada нанял Эвана Соломона ведущим политического ток-шоу Everything Is Political на радиостанции Canada Talks в период парламентской предвыборной кампании.
В 2016—2022 годах работал ведущим радиопрограмм корпорации Bell Media — Ottawa Now на 580 News Talk Radio, а с января 2020 — Question Period. Уволился оттуда, перейдя на информационный интернет-сайт GZERO Media, принадлежащий фирме политического консалтинга Eurasia Group, которая была учреждена Иэном Бреммером.
28 апреля 2025 года победил на парламентских выборах в надёжном либеральном округе Торонто Центр после отказа обладательницы мандата Марси Йен от выдвижения своей кандидатуры.
13 мая 2025 года премьер-министр Марк Карни произвёл по итогам выборов масштабные перестановки в Кабинете, назначив Эвана Соломона министром по делам искусственного интеллекта и цифровых инноваций, а также передал в его ведение Агентство экономического развития Южного Онтарио.